# Фаткуллін Тимур Анварович

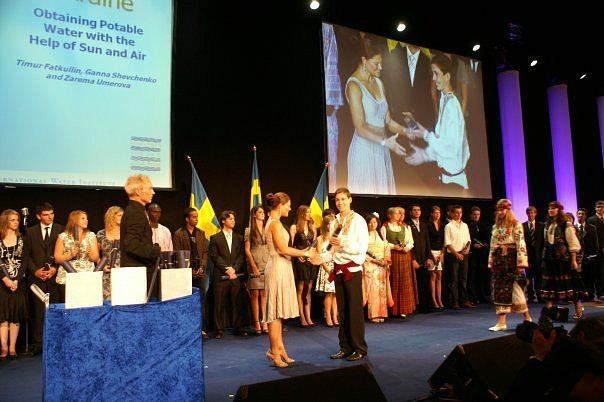
Тимур Фаткуллін на врученні Stockholm junior water prize з принцесою Швеції

Фаткуллін Тимур Анварович — авіатор, спортсмен-пілотажник, майстер спорту міжнародного класу з літакового спорту, засновник команди Aerotim. Чемпіон світу з вищого пілотажу у складі команди WIAC2019, золотий медаліст. Призер GoPro Million Dollar Challenge.

## Життєпис
Народився 20 жовтня 1993 року у смт Чорноморське, Крим. Виріс у сім'ї двох філософів, батьки працюють викладачами. З 6 років займався у секції зі скелелазіння. У старших класах зібрав музичний рок-гурт з однокласників, грав на електрогітарі. У 16 років вступив до Севастопольського Національного Технічного Університету на факультет економіки та управління. Тренувався у збірній зі скелелазіння.
У 2008 році став фіналістом Stockholm junior water prize з винаходом для опріснення води, був нагороджений кронпринцесою Швеції Вікторією.
У 2012 відвідав аеродром Юхарина балка, щоб навчитися літати. У цей час у ДОСААФ пояснюють, що «літаки без грошей не літають» і відправляють у парашутну ланку, де він виконує перший стрибок з десантним парашутом.
В Українській Школі Пілотів здобув ліцензію приватного пілота на літаку К-10 Свіфт. Після отримання ліцензії познайомився з тренером аеробатики Ігорем Чорновим, який навчив Тимура простого і складного пілотажу на RV-7.
У 2018 проходив навчання вищого пілотажу на Extra 330lx в місті Аахен, здобув німецьку ліцензію пілота у школі Extrabatics, щоб літати соло на орендних літаках у Європі. У серпні того ж року виступив на зльоті ім. Корольова у Житомирі.
На Чемпіонаті України 2019 року з вищого пілотажу в категорії Advanced здобув золото у довільному комплексі, а також командне золото.
У липні 2019 виступив з командою на Чемпіонаті Світу з вищого пілотажу в категорії Intermediate в чеському місті Бржецлав. Тимур став золотим медалістом, а команда (Ігор Чернов, Тимур Фаткуллін, Дмитро Погребицький) — абсолютними чемпіонами світу 2019 року. На команду із 3 осіб українці виграли 5 золотих медалей і перше командне місце, обійшовши всі інші команди. У тому ж році знявся для Porsche як модель, дав інтерв'ю для L'officiel, Vogue, Aught.
У травні 2019 року створив з Віталієм Юрасовим перше відео, де команда trouble tribe з повітря здійснює зйомки фристайл фігур. Відео набрало понад 350 тисяч переглядів.
У жовтні 2020 року команда підняла кулю, на куполі якої стоїть Олександр Марушко на висоті півтора кілометра, і п'є каву, у той час, як Тимур пролітає повз на літаку, виконуючи граничний віраж. Відео потрапило у GoPro Awards, а пізніше виграло нагороду GoPro Million Dollar Challenge серед 56 тисяч відео з усього світу.
19 грудня 2020 року команда виконала висококоординований трюк: Тимур, керуючи літаком Extra у перевернутому положенні проходить між вильотом та рампою приземлення на висоті пів метра, у той час, як в повітрі над ним Сергій Гусак виконує стрибок на мотоциклі й трюк «Cordova».
У 2021 році відео Назара Дороша та Тимура Фаткулліна потрапило у GoPro Awards.
Восени 2021 виконав низку посадок на непідготовлені майданчики на літаку JA-30 SuperStol, включно з приземленням на гору Жандарм-2 (1 785 м), що стає найвисокогірнішою посадкою в Україні.

## Особисте життя
Одружений з Валерією Гуземою. Батько трьох дітей.